# Bacilli
Bacilli é uma classe de Firmicutes que inclui bactérias Gram-positivas, tais como as dos géneros Listeria e Bacillus. Os organismos incluídos nesta classe são aeróbios, dividindo-se pelas ordens Bacillales e Lactobacillales. 

## Descrição
A classe Bacilli distingue-se da classe Clostridia por ter respiração aeróbia. Embora o conhecimento da sua filogenia seja considerado incompleto, o grupo parece ser parafilético, dando origem ao sub-grupo Mollicutes e possivelmente a outros grupos. Podem pertencer a dois grupos separados, formas como Bacillus que produz endoesporos e formas que não os produzem, incluindo os Lactobacillales.
Os termos latinos bacillus e bacilli, também têm sido usados em morfología bacteriana como sinónimos de bacilo na sua forma singular e plural respectivamente, o que gera ambiguidade entre a sua aplicação ao género Bacillus e à classe Bacilli.
A classe inclui duas ordens e diversas subordens:
- Bacillales
  - Alicyclobacillaceae
  - Bacillaceae
  - Listeriaceae
  - Paenibacillaceae
  - Pasteuriaceae
  - Planococcaceae
  - Sporolactobacillaceae
  - Staphylococcaceae
  - Thermoactinomycetaceae
- Lactobacillales
  - Aerococcaceae
  - Carnobacteriaceae
  - Enterococcaceae
  - Lactobacillaceae
  - Leuconostocaceae
  - Streptococcaceae